# Llista de rellotges de sol de l'Alt Empordà
Llista de rellotges de sol instal·lats de forma permanent en espais públics de la comarca de l'Alt Empordà.

## Agullana
| Nom                                | Descripció                                                            | Localització                                     | Coordenades                                          | Fitxa | Imatge                  |
| ---------------------------------- | --------------------------------------------------------------------- | ------------------------------------------------ | ---------------------------------------------------- | ----- | ----------------------- |
| Carrer Concòrdia, 15               |                                                                       | Agullana C. Concòrdia, 15                        | 42° 23′ 35″ N, 2° 50′ 49″ E / 42.392919°N,2.846984°E | fitxa | Carregueu una nova foto |
| Carrer Lluís Maria Vidal, 2        |                                                                       | Agullana C. Lluís Maria Vidal, 2                 | 42° 23′ 40″ N, 2° 50′ 48″ E / 42.394545°N,2.846692°E | fitxa | Carregueu una nova foto |
| Carretera de la Vajol, 8           |                                                                       | Agullana Carretera de la Vajol, 8                | 42° 23′ 41″ N, 2° 50′ 42″ E / 42.394769°N,2.845017°E | fitxa | Carregueu una nova foto |
| Església de Santa Maria d'Agullana |                                                                       | Agullana Pl. de l'Església, lateral del campanar | 42° 23′ 39″ N, 2° 50′ 47″ E / 42.394110°N,2.846518°E | fitxa | Carregueu una nova foto |
| Mas Perxers                        | Inscripció: A can Perxés, i a qui ho vol dic l'hora si em toca el sol | Agullana Carretera GI-500 a la Vajol             | 42° 23′ 48″ N, 2° 50′ 08″ E / 42.396767°N,2.835683°E | fitxa | Carregueu una nova foto |

## Albanyà
| Nom                           | Descripció | Localització                          | Coordenades | Fitxa | Imatge                  |
| ----------------------------- | ---------- | ------------------------------------- | ----------- | ----- | ----------------------- |
| Plaça de la Font de l'Olla, 1 |            | Albanyà Plaça de la Font de l'Olla, 1 |             | fitxa | Carregueu una nova foto |

## L'Armentera
| Nom       | Descripció | Localització                    | Coordenades | Fitxa | Imatge                  |
| --------- | ---------- | ------------------------------- | ----------- | ----- | ----------------------- |
| Can Carbó |            | L'Armentera C. Pompeu Fabra, 21 |             | fitxa | Carregueu una nova foto |

## Avinyonet de Puigventós
| Nom                        | Descripció                                  | Localització                                       | Coordenades                                          | Fitxa | Imatge                                                                             |
| -------------------------- | ------------------------------------------- | -------------------------------------------------- | ---------------------------------------------------- | ----- | ---------------------------------------------------------------------------------- |
| Mas la Torre               | Inscripció: Bon dia i bon sol si Déu ho vol | Avinyonet de Puigventós                            | 42° 14′ 36″ N, 2° 54′ 31″ E / 42.243450°N,2.908733°E | fitxa | Mas la Torre (Avinyonet de Puigventós) · Vegeu més fotos · Carregueu una nova foto |
| Veïnat de Santa Eugènia, 3 | Fita de carretera                           | Avinyonet de Puigventós Veïnat de Santa Eugènia, 3 |                                                      | fitxa | Carregueu una nova foto                                                            |
| Carrer de Llers, 18        |                                             | Avinyonet de Puigventós C. de Llers, 18            | 42° 15′ 05″ N, 2° 54′ 46″ E / 42.251450°N,2.912850°E | fitxa | Carregueu una nova foto                                                            |
| Cal Mestres                |                                             | Avinyonet de Puigventós C. de Llers, 16 bis        | 42° 15′ 05″ N, 2° 54′ 47″ E / 42.251417°N,2.913117°E | fitxa | Carregueu una nova foto                                                            |
| Mas Rissec (I)             |                                             | Avinyonet de Puigventós Ctra. GIP-5101 a Vilanant  | 42° 15′ 38″ N, 2° 54′ 10″ E / 42.260417°N,2.902700°E | fitxa | Carregueu una nova foto                                                            |
| Mas Rissec (II)            |                                             | Avinyonet de Puigventós Ctra. GIP-5101 a Vilanant  | 42° 15′ 38″ N, 2° 54′ 10″ E / 42.260417°N,2.902850°E | fitxa | Carregueu una nova foto                                                            |

## Bàscara
| Nom                                 | Descripció                                                             | Localització             | Coordenades                                          | Fitxa | Imatge                  |
| ----------------------------------- | ---------------------------------------------------------------------- | ------------------------ | ---------------------------------------------------- | ----- | ----------------------- |
| Plaça de Bàscara                    | Inscripció: 1820                                                       | Bàscara Plaça de Bàscara |                                                      | fitxa | Carregueu una nova foto |
| Església de Sant Genís d'Orriols I  | Inscripció: Com el falcó som tu i jo, cacera i ombra el temps escombra | Bàscara Orriols          |                                                      | fitxa | Carregueu una nova foto |
| Església de Sant Genís d'Orriols II |                                                                        | Bàscara Orriols          |                                                      | fitxa | Carregueu una nova foto |
| Mas Vicenç                          |                                                                        | Bàscara Queixàs          | 42° 12′ 29″ N, 2° 48′ 20″ E / 42.208100°N,2.805633°E | fitxa | Carregueu una nova foto |

## Biure
| Nom                              | Descripció                                         | Localització           | Coordenades                                          | Fitxa | Imatge                  |
| -------------------------------- | -------------------------------------------------- | ---------------------- | ---------------------------------------------------- | ----- | ----------------------- |
| Can Sillu                        |                                                    | Biure C. Castellans, 6 | 42° 20′ 20″ N, 2° 53′ 34″ E / 42.338872°N,2.892768°E | fitxa | Carregueu una nova foto |
| Església de Sant Esteve de Biure | Inscripció: Jo sense sol i tu sense fe, no som res | Biure                  | 42° 20′ 16″ N, 2° 53′ 44″ E / 42.337867°N,2.895433°E | fitxa | Carregueu una nova foto |

## Boadella i les Escaules
| Nom                                    | Descripció                  | Localització                                                                              | Coordenades                                          | Fitxa | Imatge                  |
| -------------------------------------- | --------------------------- | ----------------------------------------------------------------------------------------- | ---------------------------------------------------- | ----- | ----------------------- |
| Mas Ribes                              |                             | Boadella i les Escaules Ctra. GIV-5042, de Boadella a les Escaules, a 1 km                | 42° 19′ 46″ N, 2° 52′ 20″ E / 42.329563°N,2.872089°E | fitxa | Carregueu una nova foto |
| Carrer Portal                          |                             | Boadella i les Escaules C. Portal, entre pg. del Portal i pl. de la Constitució. Boadella | 42° 19′ 48″ N, 2° 51′ 24″ E / 42.329953°N,2.856658°E | fitxa | Carregueu una nova foto |
| Carrer d'Amunt, 36                     |                             | Boadella i les Escaules C. d'Amunt, 36. Les Escaules                                      | 42° 19′ 15″ N, 2° 52′ 46″ E / 42.320717°N,2.879522°E | fitxa | Carregueu una nova foto |
| Carrer d'Amunt, 30                     |                             | Boadella i les Escaules C. d'Amunt, 30. Les Escaules                                      | 42° 19′ 15″ N, 2° 52′ 47″ E / 42.320715°N,2.879659°E | fitxa | Carregueu una nova foto |
| Església de Sant Martí de les Escaules |                             | Boadella i les Escaules C. de la Processó, 2. Les Escaules                                | 42° 19′ 14″ N, 2° 52′ 57″ E / 42.320481°N,2.882506°E | fitxa | Carregueu una nova foto |
| Carrer d'Amunt, 2                      | Inscripció: Nescis qua hora | Boadella i les Escaules C. d'Amunt, 2. Les Escaules                                       | 42° 19′ 14″ N, 2° 52′ 53″ E / 42.320626°N,2.881461°E | fitxa | Carregueu una nova foto |

## Borrassà
| Nom                                 | Descripció                                              | Localització                  | Coordenades                                          | Fitxa | Imatge                                              |
| ----------------------------------- | ------------------------------------------------------- | ----------------------------- | ---------------------------------------------------- | ----- | --------------------------------------------------- |
| Ca l'Escrivà                        |                                                         | Borrassà C. de Can Batlle, 15 | 42° 13′ 12″ N, 2° 55′ 39″ E / 42.219950°N,2.927367°E | fitxa | Carregueu una nova foto                             |
| Cal Governador                      | Inscripció: Recordat: del passat. Aprofitat: del vinent | Borrassà C. Baix, 26          | 42° 13′ 18″ N, 2° 55′ 36″ E / 42.221750°N,2.926717°E | fitxa | Cal Governador (Borrassà) · Carregueu una nova foto |
| Cal Sanador                         |                                                         | Borrassà C. Baix, 9           | 42° 13′ 20″ N, 2° 55′ 35″ E / 42.222133°N,2.926267°E | fitxa | Carregueu una nova foto                             |
| Església de Sant Andreu de Borrassà |                                                         | Borrassà Plaça Major          | 42° 13′ 23″ N, 2° 55′ 35″ E / 42.222983°N,2.926333°E | fitxa | Carregueu una nova foto                             |
| Les Orenetes, casa de colònies      |                                                         | Borrassà                      | 42° 13′ 29″ N, 2° 56′ 52″ E / 42.224633°N,2.947667°E | fitxa | Carregueu una nova foto                             |
| Can Mas Nou                         |                                                         | Borrassà Creixell             | 42° 12′ 38″ N, 2° 56′ 16″ E / 42.210417°N,2.937667°E | fitxa | Carregueu una nova foto                             |

## Cabanelles
| Nom                               | Descripció                  | Localització                                     | Coordenades                                          | Fitxa | Imatge                  |
| --------------------------------- | --------------------------- | ------------------------------------------------ | ---------------------------------------------------- | ----- | ----------------------- |
| Cal Ros                           |                             | Cabanelles C. de Lladó, 5                        | 42° 13′ 52″ N, 2° 49′ 11″ E / 42.231050°N,2.819683°E | fitxa | Carregueu una nova foto |
| Can Torrà                         | Inscripció: Sine sole sileo | Cabanelles C. de l'Arc                           | 42° 13′ 50″ N, 2° 49′ 11″ E / 42.230633°N,2.819667°E | fitxa | Carregueu una nova foto |
| Església de Sant Martí de Queixàs |                             | Cabanelles Trencall ctra. Besalú-Navata. Queixàs | 42° 12′ 52″ N, 2° 47′ 54″ E / 42.214367°N,2.798433°E | fitxa | Carregueu una nova foto |
| Mas Riera                         |                             | Cabanelles Queixàs                               | 42° 12′ 29″ N, 2° 48′ 20″ E / 42.208100°N,2.805633°E | fitxa | Carregueu una nova foto |

## Cabanes
| Nom              | Descripció            | Localització         | Coordenades                                          | Fitxa | Imatge                  |
| ---------------- | --------------------- | -------------------- | ---------------------------------------------------- | ----- | ----------------------- |
| Carrer Tetuán, 2 | Inscripció: J.H. 1942 | Cabanes C. Tetuán, 2 | 42° 18′ 27″ N, 2° 58′ 40″ E / 42.307533°N,2.977850°E | fitxa | Carregueu una nova foto |

## Cadaqués
| Nom                                      | Descripció                                                | Localització                                      | Coordenades                                          | Fitxa | Imatge                                                        |
| ---------------------------------------- | --------------------------------------------------------- | ------------------------------------------------- | ---------------------------------------------------- | ----- | ------------------------------------------------------------- |
| Carrer Dr. Bartolomeus, 28               | Equatorial                                                | Cadaqués C. Dr. Bartolomeus, 28, sobre una barana |                                                      | fitxa | Carregueu una nova foto                                       |
| Can Remió                                |                                                           | Cadaqués C. Roger de Llúria, 2                    | 42° 17′ 30″ N, 3° 16′ 50″ E / 42.291750°N,3.280600°E | fitxa | Carregueu una nova foto                                       |
| Església de Santa Maria de Cadaqués      | Inscripció: Jo sense sol, tu sense Fe, no valem res       | Cadaqués Pl. de l'Església                        | 42° 17′ 17″ N, 3° 16′ 33″ E / 42.288014°N,3.275748°E | fitxa | Església de Santa Maria de Cadaqués · Carregueu una nova foto |
| Plaça de l'Església                      |                                                           | Cadaqués Pl. de l'Església                        |                                                      | fitxa | Carregueu una nova foto                                       |
| Carpe Diem Club                          | Còpia de l'original de l'Hotel La Residència              | Cadaqués Camí Guarda, a l'interior del club       | 42° 17′ 37″ N, 3° 16′ 48″ E / 42.293683°N,3.280050°E | fitxa | Carregueu una nova foto                                       |
| Carrer Curós                             | Còpia de l'original de l'Hotel La Residència, desaparegut | Cadaqués Davant l'església                        |                                                      | fitxa | Carregueu una nova foto                                       |
| Hotel La Residència, abans Hotel Miramar | Disseny de Salvador Dalí                                  | Cadaqués Pl. Frederic Rahola, o de ses Herbes     | 42° 17′ 21″ N, 3° 16′ 39″ E / 42.289238°N,3.277592°E | fitxa | Hotel La Residència (Cadaqués) · Carregueu una nova foto      |
| Casa de pescadors enfront casa Dalí      |                                                           | Cadaqués Cala de Port Lligat                      | 42° 17′ 37″ N, 3° 17′ 10″ E / 42.293517°N,3.286183°E | fitxa | Carregueu una nova foto                                       |

## Cantallops
| Nom                 | Descripció                              | Localització                 | Coordenades                                          | Fitxa | Imatge                  |
| ------------------- | --------------------------------------- | ---------------------------- | ---------------------------------------------------- | ----- | ----------------------- |
| Carrer Jonquera, 32 |                                         | Cantallops C. Jonquera, 32   |                                                      | fitxa | Carregueu una nova foto |
| Can Bota            |                                         | Cantallops C. Aragó, 5       |                                                      | fitxa | Carregueu una nova foto |
| Can Brutus          | Inscripció: Soleil                      | Cantallops Pl. de la Font, 6 |                                                      | fitxa | Carregueu una nova foto |
| Can Puixenc         | Inscripció: Funallet - Hdez-Villaescusa | Cantallops Costa de Gener    |                                                      | fitxa | Carregueu una nova foto |
| Rectoria            |                                         | Cantallops Plaça Major, 1    | 42° 25′ 25″ N, 2° 55′ 36″ E / 42.423600°N,2.926733°E | fitxa | Carregueu una nova foto |

## Capmany
| Nom                   | Descripció | Localització              | Coordenades                                          | Fitxa | Imatge                  |
| --------------------- | ---------- | ------------------------- | ---------------------------------------------------- | ----- | ----------------------- |
| Carrer de la Riera, 7 |            | Capmany C. de la Riera, 7 | 42° 22′ 30″ N, 2° 55′ 11″ E / 42.375076°N,2.919765°E | fitxa | Carregueu una nova foto |
| Celler Oliveda        |            | Capmany C. la Roca, 3     | 42° 22′ 31″ N, 2° 55′ 11″ E / 42.375355°N,2.919695°E | fitxa | Carregueu una nova foto |

## Castelló d'Empúries
| Nom                                               | Descripció                                                                                           | Localització                                             | Coordenades                                          | Fitxa | Imatge                                                     |
| ------------------------------------------------- | --- | -------------------------------------------------------- | ---------------------------------------------------- | ----- | ---------------------------------------------------------- |
| Mas d'en Bec                                      | | Castelló d'Empúries                                      | 42° 16′ 11″ N, 3° 05′ 43″ E / 42.269722°N,3.095278°E | fitxa | Carregueu una nova foto                                    |
| Oficina d'Informació dels Aiguamolls de l'Empordà | Inscripció: Estiu LXXXVIII / II Torn Camp de Treball                                                 | Castelló d'Empúries                                      | 42° 13′ 28″ N, 3° 05′ 35″ E / 42.224567°N,3.093033°E | fitxa | Carregueu una nova foto                                    |
| Avinguda Cobla Rossinyols, 19                     | | Castelló d'Empúries Av. Cobla Rossinyols, 19             | 42° 15′ 50″ N, 3° 04′ 25″ E / 42.263933°N,3.073733°E | fitxa | Carregueu una nova foto                                    |
| Carrer Fruita                                     | | Castelló d'Empúries C. Fruita, s/n                       | 42° 15′ 32″ N, 3° 04′ 33″ E / 42.258767°N,3.075833°E | fitxa | Carregueu una nova foto                                    |
| Carrer Portal de la Mercè, 15                     | | Castelló d'Empúries C. Portal de la Mercè, 15            | 42° 15′ 39″ N, 3° 04′ 27″ E / 42.260700°N,3.074217°E | fitxa | Carregueu una nova foto                                    |
| Ca la Capuxeta, casa rural                        | | Castelló d'Empúries                                      | 42° 15′ 01″ N, 3° 04′ 24″ E / 42.250200°N,3.073283°E | fitxa | Carregueu una nova foto                                    |
| Can Planas                                        | | Castelló d'Empúries C. Calabró, 15                       | 42° 15′ 23″ N, 3° 04′ 30″ E / 42.256333°N,3.075000°E | fitxa | Can Planas (Castelló d'Empúries) · Carregueu una nova foto |
| Casa Bosch Aimerich                               | | Castelló d'Empúries C. Comtes d'Empúries, 26, façana sud | 42° 15′ 26″ N, 3° 04′ 25″ E / 42.257300°N,3.073633°E | fitxa | Carregueu una nova foto                                    |
| Plaça de la Llana, 1                              | Inscripció: Pau en aquesta llar                                                                      | Castelló d'Empúries Plaça de la Llana, 1                 | 42° 15′ 30″ N, 3° 04′ 33″ E / 42.258367°N,3.075833°E | fitxa | Carregueu una nova foto                                    |
| Can Garriga                                       | | Castelló d'Empúries Aiguamolls de l'Empordà              | 42° 14′ 48″ N, 3° 05′ 18″ E / 42.246600°N,3.088467°E | fitxa | Carregueu una nova foto                                    |
| Mas Bellesguard                                   | | Castelló d'Empúries Aiguamolls de l'Empordà              | 42° 14′ 17″ N, 3° 05′ 38″ E / 42.237950°N,3.093833°E | fitxa | Carregueu una nova foto                                    |
| Mas Brossa                                        | Inscripció: Mas Brossa / 1960                                                                        | Castelló d'Empúries Aiguamolls de l'Empordà              | 42° 13′ 37″ N, 3° 05′ 29″ E / 42.227067°N,3.091300°E | fitxa | Carregueu una nova foto                                    |
| Mas La Gallinera                                  | | Castelló d'Empúries Aiguamolls de l'Empordà              | 42° 13′ 57″ N, 3° 04′ 14″ E / 42.232383°N,3.070667°E | fitxa | Carregueu una nova foto                                    |
| Mas Llovet, antic Mas el Cortal Maig              | Inscripció: Pels camins del cel / el sol va fent via / mira quina hora es / i aprofita el dia / 1970 | Castelló d'Empúries Aiguamolls de l'Empordà              | 42° 14′ 14″ N, 3° 04′ 09″ E / 42.237117°N,3.069117°E | fitxa | Carregueu una nova foto                                    |
| Carrer Carles                                     | Forjat                                                                                               | Castelló d'Empúries C. Carles, Empuriabrava              |                                                      | fitxa | Carregueu una nova foto                                    |
| Passeig Marítim                                   | Forjat                                                                                               | Castelló d'Empúries Pg. Marítim, Empuriabrava            | 42° 14′ 22″ N, 3° 07′ 33″ E / 42.239550°N,3.125833°E | fitxa | Carregueu una nova foto                                    |

## Cistella
| Nom        | Descripció | Localització | Coordenades                                            | Fitxa | Imatge                  |
| ---------- | ---------- | ------------ | ------------------------------------------------------ | ----- | ----------------------- |
| Can Pubill |            | Cistella     | 42° 16′ 12″ N, 2° 50′ 47″ E / 42.2700536°N,2.8463119°E | fitxa | Carregueu una nova foto |

## Colera
| Nom                         | Descripció | Localització                   | Coordenades                                          | Fitxa | Imatge                  |
| --------------------------- | ---------- | ------------------------------ | ---------------------------------------------------- | ----- | ----------------------- |
| Carrer Francesc Ribera, 115 |            | Colera C. Francesc Ribera, 115 | 42° 24′ 14″ N, 3° 09′ 21″ E / 42.403864°N,3.155867°E | fitxa | Carregueu una nova foto |

## Darnius
| Nom         | Descripció | Localització                     | Coordenades                                          | Fitxa | Imatge                  |
| ----------- | ---------- | -------------------------------- | ---------------------------------------------------- | ----- | ----------------------- |
| Can Maideu  |            | Darnius C. Major, 53             | 42° 22′ 00″ N, 2° 50′ 04″ E / 42.366617°N,2.834383°E | fitxa | Carregueu una nova foto |
| Fonda Llosa |            | Darnius C. Major, 12, façana sud | 42° 22′ 05″ N, 2° 49′ 55″ E / 42.368067°N,2.831817°E | fitxa | Carregueu una nova foto |

## L'Escala
| Nom                                   | Descripció                                   | Localització                                                         | Coordenades                                          | Fitxa | Imatge                                                                |
| ------------------------------------- | -------------------------------------------- | -------------------------------------------------------------------- | ---------------------------------------------------- | ----- | --------------------------------------------------------------------- |
| Carrer del Gregal, 6                  |                                              | L'Escala Carrer del Gregal, 6                                        | 42° 07′ 21″ N, 3° 08′ 11″ E / 42.122367°N,3.136483°E | fitxa | Carrer del Gregal, 6 (l'Escala) · Carregueu una nova foto             |
| Carrer Canyet, 6                      | Inscripció: Viu l'instant                    | L'Escala Carrer del Canyet, 6                                        | 42° 07′ 32″ N, 3° 07′ 56″ E / 42.125483°N,3.132117°E | fitxa | Carrer Canyet, 6 (l'Escala) · Carregueu una nova foto                 |
| Camí de les Corts, 17                 |                                              | L'Escala Camí de les Corts, 17. Camp dels Pilans                     | 42° 07′ 17″ N, 3° 06′ 33″ E / 42.121267°N,3.109050°E | fitxa | Camí de les Corts, 17 (l'Escala) · Carregueu una nova foto            |
| Can Jepot                             |                                              | L'Escala Carrer dels Recs, 1                                         | 42° 06′ 32″ N, 3° 07′ 35″ E / 42.108882°N,3.126477°E | fitxa | Can Jepot (l'Escala) · Carregueu una nova foto                        |
| Mas Conques, Restaurant Víctor Català |                                              | L'Escala Cinc Claus                                                  | 42° 08′ 14″ N, 3° 06′ 02″ E / 42.137274°N,3.100632°E | fitxa | Mas Conques (l'Escala) · Carregueu una nova foto                      |
| Mas Perequintana i l'Albornar         |                                              | L'Escala Cinc Claus                                                  | 42° 08′ 13″ N, 3° 06′ 01″ E / 42.136959°N,3.100377°E | fitxa | Mas Perequintana (l'Escala) · Carregueu una nova foto                 |
| Mas Sastre                            |                                              | L'Escala Davant de l'església de Santa Reparada, nucli de Cinc Claus | 42° 08′ 15″ N, 3° 06′ 01″ E / 42.137500°N,3.100278°E | fitxa | Mas Sastre (l'Escala) · Carregueu una nova foto                       |
| Carrer de les Coves                   | Inscripció: Sol Vinumque Cor Hominis Gaudent | L'Escala Carrer de les Coves, 1                                      | 42° 07′ 34″ N, 3° 07′ 18″ E / 42.126239°N,3.121612°E | fitxa | Carrer de les Coves (l'Escala) · Carregueu una nova foto              |
| Carrer de les Dunes                   | Inscripció: Tempus Fugit                     | L'Escala Carrer de les Dunes, 12 - Sant Martí d'Empúries             | 42° 08′ 37″ N, 3° 06′ 54″ E / 42.143492°N,3.115004°E |       | Carrer de les Dunes (Sant Martí d'Empúries) · Carregueu una nova foto |

## Espolla
| Nom      | Descripció | Localització                      | Coordenades                                          | Fitxa | Imatge                  |
| -------- | ---------- | --------------------------------- | ---------------------------------------------------- | ----- | ----------------------- |
| Mas Pils |            | Espolla Crta. del Coll de Banyuls | 42° 26′ 24″ N, 3° 02′ 40″ E / 42.439867°N,3.044433°E | fitxa | Carregueu una nova foto |

## Figueres
| Nom                         | Descripció                                                     | Localització                                        | Coordenades                                          | Fitxa | Imatge                                                          |
| --------------------------- | -------------------------------------------------------------- | --------------------------------------------------- | ---------------------------------------------------- | ----- | --------------------------------------------------------------- |
| Avinguda Salvador Dalí, 74  |                                                                | Figueres Av. Salvador Dalí, 74                      |                                                      | fitxa | Carregueu una nova foto                                         |
| Castell de Sant Ferran      |                                                                | Figueres Entrada del pati d'armes                   | 42° 16′ 23″ N, 2° 56′ 50″ E / 42.273056°N,2.947222°E | fitxa | Castell de Sant Ferran (Figueres) · Carregueu una nova foto     |
| Plaça d'Ernest Lluch        | Font d'acer                                                    | Figueres Plaça d'Ernest Lluch                       | 42° 16′ 05″ N, 2° 40′ 04″ E / 42.268150°N,2.66783°E  | fitxa | Carregueu una nova foto                                         |
| Torre Galatea, Museu Dalí   |                                                                | Figueres                                            |                                                      | fitxa | Carregueu una nova foto                                         |
| Carrer de Llers, 3          | Equatorial                                                     | Figueres C. de Llers, 3                             | 42° 16′ 03″ N, 2° 57′ 32″ E / 42.267467°N,2.958833°E | fitxa | Carregueu una nova foto                                         |
| Carrer González de Soto, 8  |                                                                | Figueres C. González de Soto, 8                     | 42° 15′ 48″ N, 2° 57′ 41″ E / 42.263283°N,2.961283°E | fitxa | Carrer González de Soto, 8 (Figueres) · Carregueu una nova foto |
| Carrer Concòrdia, 33        | Inscripció: Déu hi posa la claror / jo faig d'apuntador / 1977 | Figueres C. Concòrdia, 33                           | 42° 15′ 39″ N, 2° 57′ 33″ E / 42.260700°N,2.959200°E | fitxa | Carregueu una nova foto                                         |
| Carrer Pep Ventura          |                                                                | Figueres C. Pep Ventura, cantonada pjda. al Castell |                                                      | fitxa | Carregueu una nova foto                                         |
| Mas Nou (I)                 |                                                                | Figueres Rotonda de la crta. del Far                | 42° 15′ 36″ N, 2° 58′ 31″ E / 42.259967°N,2.975350°E | fitxa | Carregueu una nova foto                                         |
| Mas Nou (II)                |                                                                | Figueres Rotonda de la crta. del Far                | 42° 15′ 36″ N, 2° 58′ 31″ E / 42.259933°N,2.975383°E | fitxa | Carregueu una nova foto                                         |
| Mas Tutau                   |                                                                | Figueres Carretera N-II, Poliesportiu Gol Sud       | 42° 15′ 16″ N, 2° 58′ 08″ E / 42.254567°N,2.968883°E | fitxa | Carregueu una nova foto                                         |
| Carrer de Pere Teixidor, 16 |                                                                | Figueres C. de Pere Teixidor, 16. Olivar Gran       | 42° 15′ 15″ N, 2° 57′ 29″ E / 42.254267°N,2.958150°E | fitxa | Carregueu una nova foto                                         |
| Carrer de Víctor Rahola     | Inscripció: Tempus fugit                                       | Figueres C. de Víctor Rahola. Olivar Gran           | 42° 15′ 12″ N, 2° 57′ 30″ E / 42.253450°N,2.958300°E | fitxa | Carregueu una nova foto                                         |

## Fortià
| Nom                   | Descripció | Localització            | Coordenades                                          | Fitxa | Imatge                  |
| --------------------- | ---------- | ----------------------- | ---------------------------------------------------- | ----- | ----------------------- |
| Avinguda Diputació, 4 |            | Fortià Av. Diputació, 4 | 42° 14′ 33″ N, 3° 02′ 04″ E / 42.242383°N,3.034583°E | fitxa | Carregueu una nova foto |

## Garrigàs
| Nom                       | Descripció                                   | Localització                               | Coordenades                                          | Fitxa | Imatge                  |
| ------------------------- | -------------------------------------------- | ------------------------------------------ | ---------------------------------------------------- | ----- | ----------------------- |
| CEIP Garrigàs             |                                              | Garrigàs C. Gran, 26                       | 42° 11′ 27″ N, 2° 57′ 17″ E / 42.190883°N,2.954733°E | fitxa | Carregueu una nova foto |
| Passatge Tramuntana       |                                              | Garrigàs Passatge Tramuntana               | 42° 11′ 35″ N, 2° 57′ 10″ E / 42.193033°N,2.952717°E | fitxa | Carregueu una nova foto |
| Plaça de l'Ajuntament, 1  | Inscripció: dia primer de mars de l'any 1829 | Garrigàs Pl. de l'Ajuntament, 1            | 42° 11′ 36″ N, 2° 57′ 15″ E / 42.193450°N,2.954300°E | fitxa | Carregueu una nova foto |
| Plaça del Dr. Sanclemente |                                              | Garrigàs Pl. del Dr. Sanclemente           | 42° 11′ 33″ N, 2° 57′ 14″ E / 42.192433°N,2.953983°E | fitxa | Carregueu una nova foto |
| Carrer de Vilaür          |                                              | Garrigàs C. de Vilaür, 4. Arenys d'Empordà | 42° 10′ 07″ N, 2° 57′ 19″ E / 42.168700°N,2.955250°E | fitxa | Carregueu una nova foto |
| Mas Batlle                |                                              | Garrigàs Vilajoan                          | 42° 09′ 58″ N, 2° 56′ 05″ E / 42.166083°N,2.934683°E | fitxa | Carregueu una nova foto |

## Garriguella
| Nom                    | Descripció                         | Localització                                                        | Coordenades                                          | Fitxa | Imatge                  |
| ---------------------- | ---------------------------------- | ------------------------------------------------------------------- | ---------------------------------------------------- | ----- | ----------------------- |
| Carrer de Castelló, 8  |                                    | Garriguella C. de Castelló, 8, pati interior                        | 42° 20′ 27″ N, 3° 03′ 52″ E / 42.340867°N,3.064400°E | fitxa | Carregueu una nova foto |
| Cal Fuster de la Costa |                                    | Garriguella C. Baixada de l'Església, 2                             | 42° 20′ 33″ N, 3° 03′ 50″ E / 42.342467°N,3.063933°E | fitxa | Carregueu una nova foto |
| Camí del Cementiri     | Inscripció: Qui te sol que mes vol | Garriguella Camí del Cementiri, casa al costat rotonda de la C-252  | 42° 20′ 20″ N, 3° 03′ 57″ E / 42.338916°N,3.065877°E | fitxa | Carregueu una nova foto |
| Can Nou                |                                    | Garriguella C. Nou, 10                                              | 42° 20′ 39″ N, 3° 03′ 48″ E / 42.344240°N,3.063438°E | fitxa | Carregueu una nova foto |
| Carrer Nou, 22         |                                    | Garriguella C. Nou, 22                                              | 42° 20′ 39″ N, 3° 03′ 44″ E / 42.344201°N,3.062275°E | fitxa | Carregueu una nova foto |
| Can Coll               |                                    | Garriguella C. Sant Sebastià, 3, pati interior. Garriguella de Baix | 42° 20′ 37″ N, 3° 03′ 28″ E / 42.343667°N,3.057867°E | fitxa | Carregueu una nova foto |
| Carrer de la Palma, 1  |                                    | Garriguella C. de la Palma, 1. Garriguella de Baix                  | 42° 20′ 36″ N, 3° 03′ 19″ E / 42.343250°N,3.055414°E | fitxa | Carregueu una nova foto |
| Can Soler              | Inscripció: Omnia tempus habent    | Garriguella Pl. de Baix, 3. Garriguella de Baix                     | 42° 20′ 36″ N, 3° 03′ 24″ E / 42.343384°N,3.056646°E | fitxa | Carregueu una nova foto |

## La Jonquera
| Nom         | Descripció | Localització                      | Coordenades                                          | Fitxa | Imatge                  |
| ----------- | ---------- | --------------------------------- | ---------------------------------------------------- | ----- | ----------------------- |
| Can Laporta |            | La Jonquera C. Vell - c. Major, 2 | 42° 24′ 57″ N, 2° 52′ 26″ E / 42.415715°N,2.873872°E | fitxa | Carregueu una nova foto |

## Lladó
| Nom                                                | Descripció | Localització                                         | Coordenades                                          | Fitxa | Imatge                                                                          |
| -------------------------------------------------- | ---------- | ---------------------------------------------------- | ---------------------------------------------------- | ----- | ------------------------------------------------------------------------------- |
| Església de Santa Maria de Lladó, façana lateral   |            | Lladó Pl. Major                                      | 42° 14′ 52″ N, 2° 48′ 49″ E / 42.247681°N,2.813561°E | fitxa | Antiga Canònica Agustiniana, façana lateral (Lladó) · Carregueu una nova foto   |
| Església de Santa Maria de Lladó, façana principal |            | Lladó Pl. de la Col·legiata                          | 42° 14′ 52″ N, 2° 48′ 49″ E / 42.247685°N,2.813531°E | fitxa | Antiga Canònica Agustiniana, façana principal (Lladó) · Carregueu una nova foto |
| Pati d'una casa                                    |            | Lladó Es veu de lluny des del darrere de la Canònica |                                                      | fitxa | Carregueu una nova foto                                                         |
| Església de Sant Feliu de Lladó                    |            | Lladó Pl. Sant Feliu                                 | 42° 14′ 57″ N, 2° 48′ 50″ E / 42.249050°N,2.813883°E | fitxa | Carregueu una nova foto                                                         |
| Plaça Major, 2-4                                   |            | Lladó Pl. Major, 2-4                                 | 42° 14′ 52″ N, 2° 48′ 50″ E / 42.247767°N,2.813767°E | fitxa | Carregueu una nova foto                                                         |

## Llançà
| Nom                         | Descripció                                                       | Localització                             | Coordenades                                          | Fitxa | Imatge                  |
| --------------------------- | ---------------------------------------------------------------- | ---------------------------------------- | ---------------------------------------------------- | ----- | ----------------------- |
| Edifici Mar i Vent          |                                                                  | Llançà C. Vilamartí, 1. L'Alguer de Dalt | 42° 22′ 45″ N, 3° 09′ 16″ E / 42.379167°N,3.154500°E | fitxa | Carregueu una nova foto |
| Avinguda 11 de Setembre, 19 |                                                                  | Llançà Av. 11 de Setembre, 19            | 42° 22′ 05″ N, 3° 09′ 48″ E / 42.368017°N,3.163200°E | fitxa | Carregueu una nova foto |
| Plaça de Catalunya, 5       | Inscripció: Jo sense sol i tu sense fe cap dels dos no valem res | Llançà Pl. de Catalunya, 5               | 42° 22′ 12″ N, 3° 09′ 43″ E / 42.370000°N,3.162050°E | fitxa | Carregueu una nova foto |

## Llers
| Nom             | Descripció | Localització                               | Coordenades                                          | Fitxa | Imatge                  |
| --------------- | ---------- | ------------------------------------------ | ---------------------------------------------------- | ----- | ----------------------- |
| Carrer Ramal, 2 |            | Llers C. Ramal, 2                          | 42° 17′ 44″ N, 2° 54′ 45″ E / 42.295601°N,2.912489°E | fitxa | Carregueu una nova foto |
| Cal Sant        |            | Llers Carretera de Sant Llorenç de la Muga |                                                      | fitxa | Carregueu una nova foto |
| Can Segal       |            | Llers C. Muralla, 1                        |                                                      | fitxa | Carregueu una nova foto |
| Mas Oliveres    |            | Llers Camí del Mas Pi                      | 42° 17′ 25″ N, 2° 52′ 57″ E / 42.290333°N,2.882517°E | fitxa | Carregueu una nova foto |

## Maçanet de Cabrenys
| Nom                            | Descripció | Localització                                                                                               | Coordenades                                          | Fitxa | Imatge                                                                         |
| ------------------------------ | ---------- | --- | ---------------------------------------------------- | ----- | ------------------------------------------------------------------------------ |
| Carrer de la Gasolinera, 1     |            | Maçanet de Cabrenys C. de la Gasolinera, 1, carretera GI-502/503 a Custoja, davant del Restaurant Can Coll |                                                      | fitxa | Carregueu una nova foto                                                        |
| Can Ventura                    |            | Maçanet de Cabrenys Pl. de la Vila                                                                         | 42° 23′ 09″ N, 2° 44′ 53″ E / 42.385867°N,2.748033°E | fitxa | Carregueu una nova foto                                                        |
| Església de Sant Briç de Tapis |            | Maçanet de Cabrenys Lateral del campanar. Tapis                                                            | 42° 22′ 49″ N, 2° 42′ 05″ E / 42.380283°N,2.701283°E | fitxa | Església de Sant Briç de Tapis (Maçanet de Cabrenys) · Carregueu una nova foto |

## Masarac
| Nom                                 | Descripció | Localització                           | Coordenades                                          | Fitxa | Imatge                  |
| ----------------------------------- | ---------- | -------------------------------------- | ---------------------------------------------------- | ----- | ----------------------- |
| Can Felip                           |            | Masarac Priorat                        |                                                      | fitxa | Carregueu una nova foto |
| Can Manel                           |            | Masarac C. de la Serra, 14. Vilarnadal | 42° 20′ 31″ N, 2° 57′ 11″ E / 42.341850°N,2.953050°E | fitxa | Carregueu una nova foto |
| Castell de Vilarnadal               |            | Masarac Vilarnadal                     | 42° 20′ 26″ N, 2° 57′ 15″ E / 42.340650°N,2.954167°E | fitxa | Carregueu una nova foto |
| Església de Sant Pere de Vilarnadal |            | Masarac Vilarnadal                     | 42° 20′ 28″ N, 2° 57′ 11″ E / 42.341117°N,2.952933°E | fitxa | Carregueu una nova foto |
| Mas Oliva                           |            | Masarac Vilarnadal                     | 42° 20′ 31″ N, 2° 57′ 03″ E / 42.341900°N,2.950950°E | fitxa | Carregueu una nova foto |

## Navata
| Nom                 | Descripció              | Localització           | Coordenades                                          | Fitxa | Imatge                  |
| ------------------- | ----------------------- | ---------------------- | ---------------------------------------------------- | ----- | ----------------------- |
| Carrer del Carme, 4 |                         | Navata C. del Carme, 4 | 42° 13′ 28″ N, 2° 51′ 43″ E / 42.224400°N,2.862033°E | fitxa | Carregueu una nova foto |
| Can Jai             |                         | Navata Passeig Nou, 14 | 42° 13′ 25″ N, 2° 51′ 34″ E / 42.223717°N,2.859317°E | fitxa | Carregueu una nova foto |
| Can Terrades        |                         | Navata Canelles        |                                                      | fitxa | Carregueu una nova foto |
| Mas Brugués         |                         | Navata Canelles        |                                                      | fitxa | Carregueu una nova foto |
| Mas Geli            | Inscripció: 1767 / 1985 | Navata Canelles        | 42° 11′ 54″ N, 2° 52′ 32″ E / 42.198233°N,2.875417°E | fitxa | Carregueu una nova foto |

## Palau de Santa Eulàlia
| Nom        | Descripció                                     | Localització                     | Coordenades                                          | Fitxa | Imatge                  |
| ---------- | ---------------------------------------------- | -------------------------------- | ---------------------------------------------------- | ----- | ----------------------- |
| Cal Pastor |                                                | Palau de Santa Eulàlia C. Nou, 1 | 42° 10′ 26″ N, 2° 57′ 54″ E / 42.174000°N,2.965033°E | fitxa | Carregueu una nova foto |
| Mas Batlle | Inscripció: L'hora que veus és l'hora que vius | Palau de Santa Eulàlia           | 42° 10′ 37″ N, 2° 58′ 12″ E / 42.177°N,2.97°E        | fitxa | Carregueu una nova foto |

## Palau-saverdera
| Nom                          | Descripció | Localització                        | Coordenades                                          | Fitxa | Imatge                                                 |
| ---------------------------- | ---------- | ----------------------------------- | ---------------------------------------------------- | ----- | ------------------------------------------------------ |
| Antigues Escoles, Ajuntament |            | Palau-saverdera C. Nou, 15          | 42° 18′ 27″ N, 3° 08′ 48″ E / 42.307517°N,3.146750°E | fitxa | Ajuntament (Palau-saverdera) · Carregueu una nova foto |
| Carrer Empordà, 3            |            | Palau-saverdera C. Empordà, 3       | 42° 18′ 28″ N, 3° 08′ 45″ E / 42.307700°N,3.145767°E | fitxa | Carregueu una nova foto                                |
| Mas Isaac                    | Ferro      | Palau-saverdera C. Holanda, 14      | 42° 18′ 43″ N, 3° 08′ 03″ E / 42.312033°N,3.1342°E   | fitxa | Carregueu una nova foto                                |
| Carrer Ponent, 14            |            | Palau-saverdera C. Ponent, 14       | 42° 18′ 27″ N, 3° 08′ 45″ E / 42.307450°N,3.145800°E | fitxa | Carregueu una nova foto                                |
| Ca Rangel                    |            | Palau-saverdera C. Nou, 27          | 42° 18′ 28″ N, 3° 08′ 52″ E / 42.307700°N,3.147717°E | fitxa | Carregueu una nova foto                                |
| Restaurant Terranova         |            | Palau-saverdera C. Cap de Creus, 12 | 42° 18′ 33″ N, 3° 09′ 09″ E / 42.30930°N,3.15259°E   | fitxa | Carregueu una nova foto                                |

## Pau
| Nom              | Descripció | Localització          | Coordenades | Fitxa | Imatge                  |
| ---------------- | ---------- | --------------------- | ----------- | ----- | ----------------------- |
| Carrer Sant Pere |            | Pau C. Sant Pere, s/n |             | fitxa | Carregueu una nova foto |

## Pedret i Marzà
| Nom                      | Descripció                            | Localització                        | Coordenades                                          | Fitxa | Imatge                  |
| ------------------------ | ------------------------------------- | ----------------------------------- | ---------------------------------------------------- | ----- | ----------------------- |
| Can Dalmau               | Inscripció: F.E. / Can Dalmau - Marzà | Pedret i Marzà C. del Mar, 6. Marzà | 42° 18′ 38″ N, 3° 04′ 04″ E / 42.310483°N,3.067650°E | fitxa | Carregueu una nova foto |
| Casa de la Vila de Marzà |                                       | Pedret i Marzà C. del Mar, 2. Marzà | 42° 18′ 37″ N, 3° 04′ 07″ E / 42.310150°N,3.068633°E | fitxa | Carregueu una nova foto |
| Can Serra                |                                       | Pedret i Marzà Pedret               | 42° 18′ 09″ N, 3° 04′ 31″ E / 42.302500°N,3.075183°E | fitxa | Carregueu una nova foto |

## Peralada
| Nom                         | Descripció                                | Localització                                   | Coordenades                                          | Fitxa | Imatge                  |
| --------------------------- | ----------------------------------------- | ---------------------------------------------- | ---------------------------------------------------- | ----- | ----------------------- |
| Mas Alai                    |                                           | Peralada Carretera de l'estació                |                                                      | fitxa | Carregueu una nova foto |
| Restaurant El Jou Vell      |                                           | Peralada Carretera de Llançà, km 1             | 42° 18′ 07″ N, 3° 02′ 29″ E / 42.301817°N,3.041367°E | fitxa | Carregueu una nova foto |
| Carrer Comte de Zavella, 18 |                                           | Peralada C. Comte de Zavella, 18               | 42° 18′ 33″ N, 3° 00′ 41″ E / 42.309267°N,3.011300°E | fitxa | Carregueu una nova foto |
| Carrer de Garriguella, 13   |                                           | Peralada C. de Garriguella, 13                 | 42° 18′ 35″ N, 3° 00′ 33″ E / 42.309600°N,3.009067°E | fitxa | Carregueu una nova foto |
| Carrer dels Tints, 12       | Inscripció: Tempus fugit                  | Peralada C. dels Tints, 12                     | 42° 18′ 27″ N, 3° 00′ 27″ E / 42.307466°N,3.007537°E | fitxa | Carregueu una nova foto |
| Plaça del Carme, 4          |                                           | Peralada Pl. del Carme, 4                      | 42° 18′ 29″ N, 3° 00′ 33″ E / 42.307983°N,3.009200°E | fitxa | Carregueu una nova foto |
| Mas Pi                      |                                           | Peralada La Salanca                            | 42° 17′ 27″ N, 3° 00′ 55″ E / 42.290695°N,3.015213°E | fitxa | Carregueu una nova foto |
| Barri el Puig, 3            |                                           | Peralada Barri el Puig, 3. Vilanova de la Muga | 42° 17′ 41″ N, 3° 02′ 03″ E / 42.294600°N,3.034100°E | fitxa | Carregueu una nova foto |
| Carrer Major, 9             | Inscripció: Sols compto les hores serenes | Peralada C. Major, 9. Vilanova de la Muga      | 42° 16′ 55″ N, 3° 02′ 31″ E / 42.281843°N,3.042028°E | fitxa | Carregueu una nova foto |
| Can Barneda                 | Inscripció: Can Barneda                   | Peralada C. Major 18. Vilanova de la Muga      | 42° 16′ 55″ N, 3° 02′ 33″ E / 42.281901°N,3.042463°E | fitxa | Carregueu una nova foto |
| Can Casademont              |                                           | Peralada Pl. Major, 2. Vilanova de la Muga     | 42° 16′ 50″ N, 3° 02′ 37″ E / 42.280623°N,3.043521°E | fitxa | Carregueu una nova foto |

## Pont de Molins
| Nom                       | Descripció                                                                           | Localització                                  | Coordenades                                          | Fitxa | Imatge                  |
| ------------------------- | ------------------------------------------------------------------------------------ | --------------------------------------------- | ---------------------------------------------------- | ----- | ----------------------- |
| Carretera de les Escaules |                                                                                      | Pont de Molins Carretera de les Escaules, s/n |                                                      | fitxa | Carregueu una nova foto |
| Mas el Puig d'en Xicoi    | Inscripció: Per a la Meritxell - 1976 i en Marc - 1974 dels seus pares / Juliol 2010 | Pont de Molins                                | 42° 18′ 59″ N, 2° 55′ 41″ E / 42.316317°N,2.928050°E | fitxa | Carregueu una nova foto |
| Molins de Dalt, 8         |                                                                                      | Pont de Molins Molins de Dalt, 8. Molins      | 42° 19′ 00″ N, 2° 55′ 10″ E / 42.316605°N,2.919469°E | fitxa | Carregueu una nova foto |

## Pontós
| Nom                               | Descripció      | Localització                                  | Coordenades                                          | Fitxa | Imatge                  |
| --------------------------------- | --------------- | --------------------------------------------- | ---------------------------------------------------- | ----- | ----------------------- |
| Carrer de Figueres                | Dibuix: sardana | Pontós C. de Figueres, s/n                    | 42° 11′ 14″ N, 2° 55′ 02″ E / 42.187233°N,2.917133°E | fitxa | Carregueu una nova foto |
| Carrer de Figueres, 6             |                 | Pontós C. de Figueres, 6                      | 42° 11′ 14″ N, 2° 55′ 02″ E / 42.187150°N,2.917150°E | fitxa | Carregueu una nova foto |
| Església de Sant Martí de Pontós  |                 | Pontós C. de Figueres                         | 42° 11′ 12″ N, 2° 55′ 01″ E / 42.186783°N,2.917083°E | fitxa | Carregueu una nova foto |
| Casa de colònies Ca n'Oliver Vell |                 | Pontós Plaça interior anomenada d'Agustí Xaló | 42° 11′ 07″ N, 2° 55′ 00″ E / 42.185167°N,2.916683°E | fitxa | Carregueu una nova foto |
| Can Siu                           |                 | Pontós Romanyà d'Empordà                      |                                                      | fitxa | Carregueu una nova foto |
| Església de Sant Medir de Romanyà |                 | Pontós Romanyà d'Empordà                      | 42° 10′ 36″ N, 2° 53′ 41″ E / 42.176617°N,2.894633°E | fitxa | Carregueu una nova foto |

## El Port de la Selva
| Nom                        | Descripció                                | Localització                                       | Coordenades                                          | Fitxa | Imatge                  |
| -------------------------- | ----------------------------------------- | -------------------------------------------------- | ---------------------------------------------------- | ----- | ----------------------- |
| El Redós                   |                                           | El Port de la Selva Crta. de Sant Pere de Roda, 40 | 42° 19′ 53″ N, 3° 11′ 39″ E / 42.331517°N,3.194200°E | fitxa | Carregueu una nova foto |
| Carrer de la Unió, 110     | Inscripció: El temps es or                | El Port de la Selva C. de la Unió, 110             | 42° 20′ 30″ N, 3° 12′ 13″ E / 42.341717°N,3.203650°E | fitxa | Carregueu una nova foto |
| Carrer del Cap de Creus, 7 | Inscripció: Sols compto les hores serenes | El Port de la Selva C. del Cap de Creus, 7         | 42° 20′ 31″ N, 3° 12′ 14″ E / 42.341867°N,3.203850°E | fitxa | Carregueu una nova foto |

## Rabós
| Nom              | Descripció                                        | Localització              | Coordenades                                          | Fitxa | Imatge                  |
| ---------------- | ------------------------------------------------- | ------------------------- | ---------------------------------------------------- | ----- | ----------------------- |
| Cal Flequer      | Inscripció: La luz es alegria                     | Rabós C. d'Espolla, 25    | 42° 22′ 43″ N, 3° 01′ 40″ E / 42.378690°N,3.027864°E | fitxa | Carregueu una nova foto |
| Can Simon        |                                                   | Rabós C. de la Plaça      | 42° 22′ 44″ N, 3° 01′ 42″ E / 42.378919°N,3.028407°E | fitxa | Carregueu una nova foto |
| Clos de la Torre | Inscripció: Jo sense sol i tu sense fe no som res | Rabós C. de Cotlliure, 11 | 42° 22′ 46″ N, 3° 01′ 38″ E / 42.379481°N,3.027238°E | fitxa | Carregueu una nova foto |

## Riumors
| Nom         | Descripció | Localització               | Coordenades                                          | Fitxa | Imatge                  |
| ----------- | ---------- | -------------------------- | ---------------------------------------------------- | ----- | ----------------------- |
| Can Padrosa |            | Riumors C. Sant Isidre, 15 | 42° 13′ 32″ N, 3° 02′ 25″ E / 42.225550°N,3.040333°E | fitxa | Carregueu una nova foto |

## Roses
| Nom                                              | Descripció                                                                               | Localització                                              | Coordenades                                          | Fitxa | Imatge                                                                     |
| ------------------------------------------------ | ---------------------------------------------------------------------------------------- | --------------------------------------------------------- | ---------------------------------------------------- | ----- | -------------------------------------------------------------------------- |
| Avinguda Mas Matas, A7                           |                                                                                          | Roses Av. Mas Matas, casa A7                              | 42° 16′ 17″ N, 3° 09′ 44″ E / 42.271333°N,3.162133°E | fitxa | Carregueu una nova foto                                                    |
| Avinguda de Rhode, 187                           | Inscripció: Postnubila Clarior                                                           | Roses Avinguda de Rhode, 187                              |                                                      | fitxa | Carregueu una nova foto                                                    |
| Carrer Dr. Fleming, 35-37                        |                                                                                          | Roses C. Dr. Fleming, 35-37                               | 42° 15′ 51″ N, 3° 10′ 44″ E / 42.264083°N,3.178983°E | fitxa | Carregueu una nova foto                                                    |
| Carrer Méndez Núñez, 5                           |                                                                                          | Roses C. Méndez Núñez, 5                                  | 42° 15′ 46″ N, 3° 10′ 46″ E / 42.262767°N,3.179433°E | fitxa | Carregueu una nova foto                                                    |
| Carrer Puig Rom, 71                              |                                                                                          | Roses C. Puig Rom, 71                                     |                                                      | fitxa | Carregueu una nova foto                                                    |
| Can Sentena                                      |                                                                                          | Roses C. Sant Sebastià, 37                                |                                                      | fitxa | Carregueu una nova foto                                                    |
| Ciutadella de Roses, porta renaixentista         | Inscripció: ZNZ DE MAIO / AÑO DE M690                                                    | Roses Av. Rhode                                           | 42° 15′ 56″ N, 3° 10′ 14″ E / 42.265554°N,3.170579°E | fitxa | Ciutadella de Roses, porta renaixentista (Roses) · Carregueu una nova foto |
| Ciutadella de Roses, a prop de la Porta de Terra | Inscripció: El temps esdevé història, des de Rhode fins a Roses                          | Roses Sobre un pedestal, molt a prop de la Porta de Terra | 42° 16′ 00″ N, 3° 10′ 00″ E / 42.266667°N,3.166667°E | fitxa | Carregueu una nova foto                                                    |
| Carrer Gravina, 5 (I)                            |                                                                                          | Roses C. Gravina, 5                                       |                                                      | fitxa | Carregueu una nova foto                                                    |
| Carrer Gravina, 5 (II)                           |                                                                                          | Roses C. Gravina, 5                                       |                                                      | fitxa | Carregueu una nova foto                                                    |
| Mas d'en Coll (horitzontal)                      |                                                                                          | Roses Crta. de les Arenes                                 | 42° 17′ 04″ N, 3° 10′ 42″ E / 42.284383°N,3.178233°E | fitxa | Carregueu una nova foto                                                    |
| Mas d'en Coll - pati interior                    | Còpia de l'original situat a l'Hotel La Residència de Cadaqués                           | Roses Crta. de les Arenes                                 | 42° 17′ 04″ N, 3° 10′ 41″ E / 42.284467°N,3.178083°E | fitxa | Carregueu una nova foto                                                    |
| Avinguda Diaz Pacheco, 93                        | Inscripció: Quan es nuvol no dic res pero quan el sol em toca dic a tothom quina hora es | Roses Av. Diaz Pacheco, 93. Almadrava                     | 42° 14′ 34″ N, 3° 12′ 13″ E / 42.242650°N,3.203567°E | fitxa | Carregueu una nova foto                                                    |

## Sant Climent Sescebes
| Nom               | Descripció       | Localització                            | Coordenades | Fitxa | Imatge                  |
| ----------------- | ---------------- | --------------------------------------- | ----------- | ----- | ----------------------- |
| Barri del Vic, 22 | Inscripció: 1839 | Sant Climent Sescebes Barri del Vic, 22 |             | fitxa | Carregueu una nova foto |

## Sant Llorenç de la Muga
| Nom               | Descripció                         | Localització                               | Coordenades | Fitxa | Imatge                  |
| ----------------- | ---------------------------------- | ------------------------------------------ | ----------- | ----- | ----------------------- |
| Carrer dels Horts | Inscripció: Pep Gorgas me fecit 98 | Sant Llorenç de la Muga C. dels Horts      |             | fitxa | Carregueu una nova foto |
| Can Capellà       | Inscripció: 1917                   | Sant Llorenç de la Muga C. Paula Armet, 36 |             | fitxa | Carregueu una nova foto |
| Can Torrent       | Inscripció: Tempus fugit           | Sant Llorenç de la Muga Pl. de Baix, 8     |             | fitxa | Carregueu una nova foto |

## Sant Miquel de Fluvià
| Nom                | Descripció                          | Localització                         | Coordenades                                          | Fitxa | Imatge                  |
| ------------------ | ----------------------------------- | ------------------------------------ | ---------------------------------------------------- | ----- | ----------------------- |
| Carrer Nou, 17     |                                     | Sant Miquel de Fluvià C. Nou, 17     |                                                      | fitxa | Carregueu una nova foto |
| Carrer Castelló, 4 |                                     | Sant Miquel de Fluvià C. Castelló, 4 | 42° 10′ 24″ N, 2° 59′ 33″ E / 42.173433°N,2.992533°E | fitxa | Carregueu una nova foto |
| Carrer Figueres, 5 | Inscripció: El temps no passa en va | Sant Miquel de Fluvià C. Figueres, 5 | 42° 10′ 24″ N, 2° 59′ 34″ E / 42.173233°N,2.992683°E | fitxa | Carregueu una nova foto |

## Sant Mori
| Nom                      | Descripció | Localització                 | Coordenades                                          | Fitxa | Imatge                  |
| ------------------------ | ---------- | ---------------------------- | ---------------------------------------------------- | ----- | ----------------------- |
| Església de Sant Maurici |            | Sant Mori                    | 42° 09′ 14″ N, 2° 59′ 27″ E / 42.153833°N,2.990950°E | fitxa | Carregueu una nova foto |
| Mas Oriol                |            | Sant Mori Ctra. GI-631, km 8 | 42° 10′ 35″ N, 2° 59′ 29″ E / 42.176517°N,2.991350°E | fitxa | Carregueu una nova foto |

## Sant Pere Pescador
| Nom                 | Descripció                    | Localització                                                         | Coordenades                                          | Fitxa | Imatge                  |
| ------------------- | ----------------------------- | -------------------------------------------------------------------- | ---------------------------------------------------- | ----- | ----------------------- |
| Carrer de Girona, 1 |                               | Sant Pere Pescador C. de Girona, 1                                   | 42° 11′ 17″ N, 3° 04′ 56″ E / 42.188017°N,3.082250°E | fitxa | Carregueu una nova foto |
| Mas Gusó            |                               | Sant Pere Pescador C. Masos, 17                                      | 42° 10′ 37″ N, 3° 05′ 41″ E / 42.177067°N,3.094617°E | fitxa | Carregueu una nova foto |
| Carrer Nord, 2      | Inscripció: any 1909          | Sant Pere Pescador C. Nord, 2                                        | 42° 11′ 28″ N, 3° 04′ 57″ E / 42.191033°N,3.082533°E | fitxa | Carregueu una nova foto |
| Can Colom           | Inscripció: Can Colom - 1.918 | Sant Pere Pescador C. Sant Sebastià 27, ctra. de Castelló d'Empúries | 42° 11′ 33″ N, 3° 04′ 57″ E / 42.192533°N,3.082450°E | fitxa | Carregueu una nova foto |

## Santa Llogaia d'Àlguema
| Nom                   | Descripció | Localització                              | Coordenades                                          | Fitxa | Imatge                  |
| --------------------- | ---------- | ----------------------------------------- | ---------------------------------------------------- | ----- | ----------------------- |
| Carrer de Vilafant, 1 |            | Santa Llogaia d'Àlguema C. de Vilafant, 1 | 42° 13′ 59″ N, 2° 57′ 09″ E / 42.233050°N,2.952483°E | fitxa | Carregueu una nova foto |

## Saus, Camallera i Llampaies
| Nom                                 | Descripció                                                                                           | Localització                                             | Coordenades                                          | Fitxa | Imatge                  |
| ----------------------------------- | --- | -------------------------------------------------------- | ---------------------------------------------------- | ----- | ----------------------- |
| Carrer de les Eres, 7               | | Saus, Camallera i Llampaies C. de les Eres, 7. Saus      | 42° 07′ 54″ N, 2° 58′ 39″ E / 42.131617°N,2.977633°E | fitxa | Carregueu una nova foto |
| Carrer de les Eres, 9               | Inscripció: 1734 / Ut umbra sic vita                                                                 | Saus C. de les Eres, 9. Saus                             | 42° 07′ 55″ N, 2° 58′ 40″ E / 42.131883°N,2.977867°E | fitxa | Carregueu una nova foto |
| Antiga Rectoria de Llampaies        | | Saus, Camallera i Llampaies C. de Ponent, 9. Llampaies   | 42° 07′ 17″ N, 2° 56′ 11″ E / 42.121250°N,2.936267°E | fitxa | Carregueu una nova foto |
| Església de Sant Martí de Llampaies | | Saus, Camallera i Llampaies Llampaies                    |                                                      | fitxa | Carregueu una nova foto |
| Plaça de l'Església de Llampaies    | Analemàtic. Inscripció: Tempus fugit. Fet pels veïns de Llampaies. Sant Martí 11 de novembre de 2010 | Saus, Camallera i Llampaies Pl. de l'Església. Llampaies | 42° 07′ 16″ N, 2° 56′ 12″ E / 42.121033°N,2.936583°E | fitxa | Carregueu una nova foto |

## Siurana
| Nom                                 | Descripció | Localització   | Coordenades                                          | Fitxa | Imatge                  |
| ----------------------------------- | ---------- | -------------- | ---------------------------------------------------- | ----- | ----------------------- |
| Església de Santa Coloma de Siurana |            | Siurana C. Nou | 42° 12′ 33″ N, 2° 59′ 41″ E / 42.209300°N,2.994683°E | fitxa | Carregueu una nova foto |
| Mas la Brava                        |            | Siurana        | 42° 11′ 57″ N, 3° 00′ 12″ E / 42.199267°N,3.003333°E | fitxa | Carregueu una nova foto |

## Terrades
| Nom                      | Descripció       | Localització                     | Coordenades                                          | Fitxa | Imatge                                                    |
| ------------------------ | ---------------- | -------------------------------- | ---------------------------------------------------- | ----- | --------------------------------------------------------- |
| Barri del Mas, 9         |                  | Terrades Barri del Mas, 9        |                                                      | fitxa | Carregueu una nova foto                                   |
| Castell de Palau-surroca |                  | Terrades Palau-surroca           | 42° 17′ 54″ N, 2° 52′ 17″ E / 42.298217°N,2.871450°E | fitxa | Carregueu una nova foto                                   |
| Carrer Major, 21         |                  | Terrades C. Major, 21            | 42° 18′ 37″ N, 2° 50′ 17″ E / 42.310233°N,2.838167°E | fitxa | Carregueu una nova foto                                   |
| Església de la Salut     | Inscripció: 1686 | Terrades Puig de Santa Magdalena | 42° 19′ 31″ N, 2° 50′ 04″ E / 42.325183°N,2.834317°E | fitxa | Església de la Salut (Terrades) · Carregueu una nova foto |

## Torroella de Fluvià
| Nom                      | Descripció | Localització                                     | Coordenades                                          | Fitxa | Imatge                  |
| ------------------------ | ---------- | ------------------------------------------------ | ---------------------------------------------------- | ----- | ----------------------- |
| Carrer Josep de Pont, 30 |            | Torroella de Fluvià C. Josep de Pont, 30         | 42° 10′ 30″ N, 3° 02′ 17″ E / 42.174883°N,3.038017°E | fitxa | Carregueu una nova foto |
| Ca n'Albanyà             |            | Torroella de Fluvià C. de Sant Pere Pescador, 33 | 42° 10′ 28″ N, 3° 02′ 27″ E / 42.174542°N,3.040751°E | fitxa | Carregueu una nova foto |
| Carrer Mimosa            |            | Torroella de Fluvià C. Mimosa. Vilacolum         | 42° 11′ 43″ N, 3° 02′ 07″ E / 42.195367°N,3.035333°E | fitxa | Carregueu una nova foto |

## La Vajol
| Nom                                | Descripció                                 | Localització                         | Coordenades                                          | Fitxa | Imatge                                                                        |
| ---------------------------------- | ------------------------------------------ | ------------------------------------ | ---------------------------------------------------- | ----- | ----------------------------------------------------------------------------- |
| Can Barris                         | Inscripció: Can Barris 2000                | La Vajol Crta. a Maçanet de Cabrenys | 42° 24′ 26″ N, 2° 47′ 24″ E / 42.407150°N,2.790050°E | fitxa | Carregueu una nova foto                                                       |
| Can Sala                           | Inscripció: Només compto les hores serenes | La Vajol C. de Joaquim Llansó, 12    | 42° 24′ 12″ N, 2° 48′ 00″ E / 42.403367°N,2.799883°E | fitxa | Carregueu una nova foto                                                       |
| Carretera de les Mines, 7          |                                            | La Vajol Carretera de les Mines, 7   | 42° 24′ 14″ N, 2° 48′ 03″ E / 42.403950°N,2.800817°E | fitxa | Carregueu una nova foto                                                       |
| Església de Sant Martí de la Vajol |                                            | La Vajol Pl. de l'Església           | 42° 24′ 50″ N, 2° 48′ 57″ E / 42.413910°N,2.815742°E | fitxa | Església de Sant Martí (la Vajol) · Vegeu més fotos · Carregueu una nova foto |

## Ventalló
| Nom                       | Descripció | Localització                          | Coordenades                                          | Fitxa | Imatge                  |
| ------------------------- | --- | ------------------------------------- | ---------------------------------------------------- | ----- | ----------------------- |
| Carrer de la Bassa        | | Ventalló C. de la Bassa, s/n          | 42° 08′ 50″ N, 3° 01′ 32″ E / 42.147222°N,3.025556°E | fitxa | Carregueu una nova foto |
| Carrer Mossèn Trayter, 12 | Inscripció: Angelus Domini nunciavit Maria et concepit de Spiritu Sancto / Any 1757                                       | Ventalló C. Mossèn Trayter, 12        | 42° 08′ 57″ N, 3° 01′ 37″ E / 42.149300°N,3.026817°E | fitxa | Carregueu una nova foto |
| Església de Sant Miquel   | | Ventalló Lateral de l'església        | 42° 08′ 57″ N, 3° 01′ 35″ E / 42.149067°N,3.026517°E | fitxa | Carregueu una nova foto |
| Can Mas                   | | Ventalló Montiró                      | 42° 09′ 19″ N, 3° 04′ 11″ E / 42.155283°N,3.069767°E | fitxa | Carregueu una nova foto |
| Can Poch                  | | Ventalló Montiró                      | 42° 09′ 18″ N, 3° 04′ 10″ E / 42.154883°N,3.069400°E | fitxa | Carregueu una nova foto |
| Carretera de l'Armentera  | | Ventalló Saldet                       |                                                      | fitxa | Carregueu una nova foto |
| Església de Sant Vicenç   | | Ventalló Valveralla                   | 42° 09′ 41″ N, 3° 02′ 12″ E / 42.161267°N,3.036717°E | fitxa | Carregueu una nova foto |
| Carrer Sant Genís, 5      | Inscripció: Fet per Visens Palol 1883 / Renovat per V. Palol 1960 / Jo sense sol i tu sense menjar els dos no podem tirar | Ventalló C. Sant Genís, 5. Vila-robau | 42° 09′ 51″ N, 3° 00′ 34″ E / 42.164083°N,3.009517°E | fitxa | Carregueu una nova foto |
| El Molí                   | | Ventalló Vila-robau                   | 42° 09′ 53″ N, 3° 00′ 44″ E / 42.164750°N,3.012100°E | fitxa | Carregueu una nova foto |

## Vilabertran
| Nom                                    | Descripció                  | Localització                                            | Coordenades                                          | Fitxa | Imatge                                                          |
| -------------------------------------- | --------------------------- | ------------------------------------------------------- | ---------------------------------------------------- | ----- | --------------------------------------------------------------- |
| Can Gil (Vilabertran)                  |                             | Vilabertran Pl. del Dr. Narcís Heras, 1-2               | 42° 17′ 01″ N, 2° 58′ 53″ E / 42.283639°N,2.981300°E | fitxa | Can Gil (Vilabertran) · Carregueu una nova foto                 |
| Monestir de Santa Maria de Vilabertran | Inscripció: Polo 4 Decl 018 | Vilabertran Sobre la llinda del portal de la façana sud | 42° 16′ 54″ N, 2° 58′ 46″ E / 42.281533°N,2.979483°E | fitxa | Monestir de Santa Maria (Vilabertran) · Carregueu una nova foto |

## Viladamat
| Nom              | Descripció | Localització                  | Coordenades                                          | Fitxa | Imatge                  |
| ---------------- | ---------- | ----------------------------- | ---------------------------------------------------- | ----- | ----------------------- |
| Antic Ajuntament |            | Viladamat Pl. de Catalunya, 2 | 42° 07′ 57″ N, 3° 04′ 33″ E / 42.132367°N,3.075800°E | fitxa | Carregueu una nova foto |

## Vilafant
| Nom                              | Descripció                                     | Localització                                                                    | Coordenades                                          | Fitxa | Imatge                  |
| -------------------------------- | ---------------------------------------------- | ------------------------------------------------------------------------------- | ---------------------------------------------------- | ----- | ----------------------- |
| Mas Palol Sabaldòria             |                                                | Vilafant                                                                        | 42° 14′ 34″ N, 2° 56′ 49″ E / 42.242650°N,2.946833°E | fitxa | Carregueu una nova foto |
| Mas Requesens                    |                                                | Vilafant                                                                        | 42° 14′ 56″ N, 2° 56′ 23″ E / 42.248783°N,2.939733°E | fitxa | Carregueu una nova foto |
| Plaça de les Hores (vertical)    | Inscripció: Sense sol i sense tu, no sóc ningú | Vilafant Pl. de les Hores, barri de les Forques. Sobre una escultura metàl·lica | 42° 14′ 53″ N, 2° 57′ 31″ E / 42.247950°N,2.958700°E | fitxa | Carregueu una nova foto |
| Plaça de les Hores (horitzontal) |                                                | Vilafant Pl. de les Hores, barri de les Forques. Al terra, darrere l'escultura  | 42° 14′ 53″ N, 2° 57′ 31″ E / 42.247950°N,2.958700°E | fitxa | Carregueu una nova foto |
| Centre Cívic Les Mèlies          | Inscripció: Vilafant mare de pobles 1995       | Vilafant Av. Mn. Cinto Verdaguer. Camp dels Enginyers                           | 42° 15′ 20″ N, 2° 57′ 01″ E / 42.255417°N,2.950350°E | fitxa | Carregueu una nova foto |

## Vilajuïga
| Nom                       | Descripció | Localització                             | Coordenades                                          | Fitxa | Imatge                  |
| ------------------------- | ---------- | ---------------------------------------- | ---------------------------------------------------- | ----- | ----------------------- |
| La Masia                  |            | Vilajuïga Ctra. de Sant Pere de Rodes, 7 | 42° 19′ 39″ N, 3° 05′ 43″ E / 42.327362°N,3.095183°E | fitxa | Carregueu una nova foto |
| Camí de Pedret i Marzà, 1 |            | Vilajuïga Camí de Pedret i Marzà, 1      | 42° 19′ 27″ N, 3° 05′ 26″ E / 42.324183°N,3.090600°E | fitxa | Carregueu una nova foto |
| Can Lip                   |            | Vilajuïga C. del Sol, 6                  | 42° 19′ 30″ N, 3° 05′ 35″ E / 42.324950°N,3.092983°E | fitxa | Carregueu una nova foto |

## Vilamacolum
| Nom                            | Descripció | Localització                               | Coordenades                                          | Fitxa | Imatge                  |
| ------------------------------ | ---------- | ------------------------------------------ | ---------------------------------------------------- | ----- | ----------------------- |
| Can Trabaus                    |            | Vilamacolum C. Ample, 36                   | 42° 11′ 44″ N, 3° 03′ 06″ E / 42.195417°N,3.051667°E | fitxa | Carregueu una nova foto |
| Carretera a Sant Pere Pescador |            | Vilamacolum Carretera a Sant Pere Pescador |                                                      | fitxa | Carregueu una nova foto |

## Vilamalla
| Nom        | Descripció | Localització             | Coordenades                                          | Fitxa | Imatge                  |
| ---------- | ---------- | ------------------------ | ---------------------------------------------------- | ----- | ----------------------- |
| Mas Caball |            | Vilamalla C. de Castelló | 42° 12′ 59″ N, 2° 58′ 21″ E / 42.216517°N,2.972483°E | fitxa | Carregueu una nova foto |

## Vilamaniscle
| Nom                      | Descripció | Localització                        | Coordenades                                          | Fitxa | Imatge                  |
| ------------------------ | ---------- | ----------------------------------- | ---------------------------------------------------- | ----- | ----------------------- |
| Carrer del Vi, 1         |            | Vilamaniscle C. del Vi, 1           | 42° 22′ 28″ N, 3° 04′ 00″ E / 42.374433°N,3.066741°E | fitxa | Carregueu una nova foto |
| Plaça de Gaspar Pagès, 2 |            | Vilamaniscle Pl. de Gaspar Pagès, 2 | 42° 22′ 33″ N, 3° 04′ 04″ E / 42.375733°N,3.067833°E | fitxa | Carregueu una nova foto |

## Vilanant
| Nom                                 | Descripció                                            | Localització                              | Coordenades                                          | Fitxa | Imatge                                                       |
| ----------------------------------- | ----------------------------------------------------- | ----------------------------------------- | ---------------------------------------------------- | ----- | ------------------------------------------------------------ |
| Carretera de Cistella, 2            | Inscripció: 1876                                      | Vilanant Ctra. de Cistella, 2, façana sud | 42° 15′ 22″ N, 2° 53′ 20″ E / 42.256233°N,2.888967°E | fitxa | Carregueu una nova foto                                      |
| Església de Santa Maria de Vilanant |                                                       | Vilanant Pl. Major                        | 42° 15′ 17″ N, 2° 53′ 20″ E / 42.254700°N,2.889000°E | fitxa | Església de Santa Maria (Vilanant) · Carregueu una nova foto |
| Ca l'Almar                          |                                                       | Vilanant Ctra. de Cistella                | 42° 15′ 42″ N, 2° 53′ 09″ E / 42.261583°N,2.885885°E | fitxa | Carregueu una nova foto                                      |
| Can Pujades                         |                                                       | Vilanant Ctra. de Cistella                | 42° 16′ 00″ N, 2° 52′ 45″ E / 42.266550°N,2.879233°E | fitxa | Carregueu una nova foto                                      |
| Cal Moliner                         | Inscripció: Cal Moliner / 1763 / Amicis qvalibet hora | Vilanant Plaça de l'Era. Taravaus                                          | 42° 14′ 40″ N, 2° 53′ 23″ E / 42.244567°N,2.889667°E | fitxa | Carregueu una nova foto                                      |
| Can Caselles                        | Inscripció: 1362 / Taravaus                           | Vilanant C. de les Mèlies. Taravaus       | 42° 14′ 41″ N, 2° 53′ 26″ E / 42.244783°N,2.890533°E | fitxa | Carregueu una nova foto                                      |
| Mas Cuc                             |                                                       | Vilanant Taravaus                         | 42° 14′ 45″ N, 2° 53′ 52″ E / 42.245867°N,2.897683°E | fitxa | Carregueu una nova foto                                      |

## Vila-sacra
| Nom                                   | Descripció       | Localització                  | Coordenades                                          | Fitxa | Imatge                                                         |
| ------------------------------------- | ---------------- | ----------------------------- | ---------------------------------------------------- | ----- | -------------------------------------------------------------- |
| Mas Torlit                            |                  | Vila-sacra Crta. de Fortià    | 42° 15′ 53″ N, 3° 00′ 57″ E / 42.264600°N,3.015833°E | fitxa | Carregueu una nova foto                                        |
| Can Jeroni                            | Inscripció: 1888 | Vila-sacra C. de Castelló, 44 | 42° 15′ 58″ N, 3° 00′ 58″ E / 42.266067°N,3.016017°E | fitxa | Carregueu una nova foto                                        |
| Església de Sant Esteve de Vila-sacra |                  | Vila-sacra Pl. de l'Església  | 42° 15′ 58″ N, 3° 01′ 06″ E / 42.266117°N,3.018250°E | fitxa | Església de Sant Esteve (Vila-sacra) · Carregueu una nova foto |

## Vilaür
| Nom                               | Descripció       | Localització                | Coordenades                                          | Fitxa | Imatge                  |
| --------------------------------- | ---------------- | --------------------------- | ---------------------------------------------------- | ----- | ----------------------- |
| Casa al mig del poble             |                  | Vilaür Ctra. GIV-6231, km 2 |                                                      | fitxa | Carregueu una nova foto |
| Església de Sant Esteve de Vilaür | Inscripció: 1969 | Vilaür Pl. Major            | 42° 10′ 07″ N, 2° 57′ 19″ E / 42.168700°N,2.955250°E | fitxa | Carregueu una nova foto |